# Cerkiew św. Mikołaja w Harbinie
Cerkiew św. Mikołaja w Harbinie – nieistniejąca cerkiew prawosławna w Harbinie, wzniesiona w latach 1899–1900 w ramach działalności rosyjskiej misji prawosławnej w Chinach. 
Była to jedna z najwcześniej powstałych cerkwi w Harbinie, gdzie w okresie między 1898 a upadkiem caratu wzniesiono na potrzeby rosyjskiej społeczności kilkanaście prawosławnych świątyń. Autor projektu, Josif Padlewski, pochodził z Petersburga. Budynek był utrzymany w stylu naśladującym szesnastowieczną architekturę cerkwi regionu Wołogdy, został zbudowany bez użycia gwoździ. W jej zachodniej części znajdowała się ostrosłupowa, trójkondygnacyjna dzwonnica z dachem namiotowym, wykończona niewielką kopułą z krzyżem. Wejście do budynku prowadziło przez przedsionek z oślim łukiem. 
Była to najbardziej reprezentacyjna świątynia w mieście, zlokalizowana w jego centralnej części, w niedalekiej odległości od kościołów katolickiego i protestanckiego. Po likwidacji misji rosyjskiej w 1955 i wyjeździe z Chin większości rosyjskich mieszkańców Harbinu cerkiew nie była używana. W czasie rewolucji kulturalnej, 24 czerwca 1966, została całkowicie zniszczona. W tym samym dniu spalono również całe wyposażenie cerkwi Iwerskiej Ikony Matki Bożej w Harbinie.